# Gaudi (альбом)
Gaudi — десятый студийный альбом английской арт-рок-группы The Alan Parsons Project. Вышел в январе 1987 года. Поднялся до #57 в Billboard 200. Переиздан в 2008 году с добавлением бонус-треков. В СССР был выпущен фирмой грамзаписи «Мелодия» в 1989 году.

## Об альбоме
Диск посвящён каталонскому архитектору Антонио Гауди, а его первая композиция — одному из самых известных произведений Гауди, церкви Саграда Фамилия в Барселоне. Последняя же композиция названа в честь одной из красивейших улиц Барселоны, на которой расположены лучшие творения Гауди: Каса Мила, Каса Батльо и пр.

## Список композиций
1. La Sagrada Familia — 8:46
2. Too Late — 4:31
3. Closer to Heaven — 5:52
4. Standing on Higher Ground — 5:03
5. Money Talks — 4:26
6. Inside Looking Out — 6:22
7. Paseo de Gracia — 3:47

## Участники записи
- продюсер, звукорежиссёр, автор музыки и текстов — Алан Парсонс
- исполнительный продюсер, клавишные, автор музыки и текстов — Эрик Вулфсон
- гитара, вокал — Иэн Бэрнсон[англ.]
- духовые — Дэвид Крипп
- бас-гитара — Лаури Коттл
- виолончель — Джон Хили
- дирижёр хора, Timpani — Bob Howes*
- синтезатор, саксофон — Ричард «Trix» Коттл
- вокал — Крис Рэйнбоу, Geoff Barradale, Джон Майлз, Ленни Закатек
- ударные, перкуссия — Стюарт Эллиотт
- инженер — Тони Ричардс
- мастеринг (британский винил) — Крис Блэр
- арт-дизайн — Мод Гилман

## Чарты
| Год  | Чарт              | Место |
| ---- | ----------------- | ----- |
| 1987 | The Billboard 200 | 57    |
| 1987 | UK Albums Chart   | 66    |
| 1987 | Canada            | 53    |